# Gymnopternus violaceus
Gymnopternus violaceus är en tvåvingeart som först beskrevs av Van Duzee 1921.  Gymnopternus violaceus ingår i släktet Gymnopternus och familjen styltflugor. Inga underarter finns listade i Catalogue of Life.